# بادي أتكينسون
بادي أتكينسون (بالإنجليزية: Paddy Atkinson)‏ (22 مايو 1970 في سنغافورة - ) هو لاعب كرة قدم بريطاني في مركز الدفاع. لعب مع كوين أوف ساوث ونادي هارتلبول يونايتد ونادي يورك سيتي ونادي سكاربورو ونادي بليث سبارتانز ونادي بارو ونادي غيتزهد ودورهام سيتي ‏ ونيوكاسل بلوستار ‏ ونادي ووركينغتون وNewcastle Benfield F.C. ‏.

## وصلات خارجية
- بادي أتكينسون على موقع قاعدة بيانات كرة القدم.إي يو (الإنجليزية)
- بادي أتكينسون على موقع Soccerbase.com (لاعب) (الإنجليزية)